# Grand Canyon Lodge
Die Grand Canyon Lodge ist im Juli 2025 durch ein Feuer des umliegenden Waldes abgebrannt. Das Feuer dürfte durch Blitzschlag entflammt sein.